# Manoir de Sacé
Le manoir de Sacé est un manoir français situé à Bonchamp-lès-Laval, dans le département de la Mayenne et la région des Pays de la Loire.

## Localisation
Le manoir est situé à 2 500 mètres au sud-oust du bourg, sur une vieille voie : via Penuriæ.

## Désignation
- O. de Saceio, 1199 (maison de Laval, t. I, p. 158).
- F. de Saceio, de Sazé, 1264 (Lib. alb., t. II, p. 94, 95).
- Sacé, village  (carte de Cassini).

### Histoire
Il s'agit d'un fief mouvant de la baronnie d'Entrammes. Le manoir est un logis à hauts pignons, fenêtres à meneaux, avec un pigeonnier. 

## Sources et bibliographie
- « Manoir de Sacé », dans Alphonse-Victor Angot et Ferdinand Gaugain, Dictionnaire historique, topographique et biographique de la Mayenne, Laval, A. Goupil, 1900-1910 [détail des éditions] (BNF 34106789, présentation en ligne)